# Kochab
Kochab (Beta Ursae Minoris, β UMi) – druga co do jasności gwiazda w gwiazdozbiorze Małej Niedźwiedzicy, odległa od Słońca o około 131 lat świetlnych.

## Nazwa

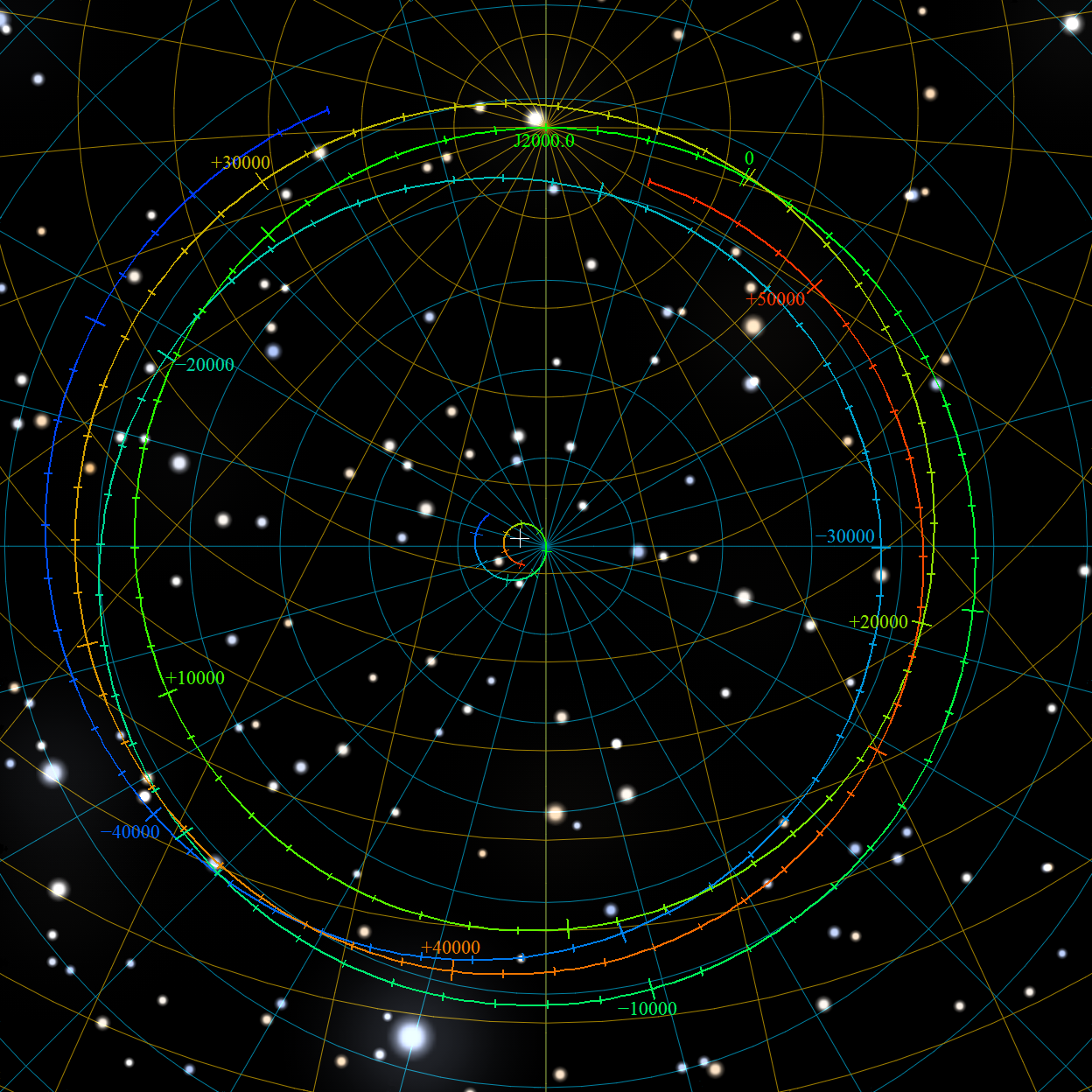
Projekcja ścieżki precesji bieguna północnego na stałym niebo epoki J2000.0 dla przedziału czasowego od 48000 p.n.e. do 52000 n.e.

Gwiazda nosi tradycyjną nazwę Kochab. Wywodzi się ona od arabskiego ‏الكوكب‎ al-kawkab, co oznacza po prostu „gwiazda”. Dawniej dzieliła tę nazwę z α UMi; Beta Ursae Minoris mogła być gwiazdą nazywaną przez starożytnych Greków Πόλος Polos, „biegunowa”, jako że około 1100 r. p.n.e. była najjaśniejszą gwiazdą w pobliżu północnego bieguna niebieskiego. Międzynarodowa Unia Astronomiczna w 2016 roku formalnie zatwierdziła użycie nazwy Kochab dla określenia tej gwiazdy.

## Właściwości fizyczne
Kochab to olbrzym należący do typu widmowego K4 III. Jego obserwowana wielkość gwiazdowa to 2,08m. Temperatura gwiazdy to około 4130 K. Gwiazda ta ma promień 42 razy większy od Słońca i jest 450 razy jaśniejsza od niego. Rozmiar i jasność tej gwiazdy wynikają z jej zaawansowania ewolucyjnego: gwiazda ta zakończyła syntezę wodoru w hel w jądrze i obecnie albo zwiększa jasność przed zainicjowaniem syntezy helu w węgiel, albo ciemnieje po jej rozpoczęciu. Analizy asterosejsmologiczne wskazują, że ma masę około 1,4 masy Słońca. Jej wizualny towarzysz (gwiazda o wielkości 12,77m, odległa o 214 sekund kątowych według pomiaru z 2003 r.) ma duży ruch własny i tylko przypadkowo znajduje się na niebie w pobliżu Beta Ursae Minoris.
Wokół olbrzyma krąży planeta Beta Ursae Minoris b, gazowy olbrzym około sześciokrotnie masywniejszy od Jowisza.